# Nguyễn Linh Ngọc
Nguyễn Linh Ngọc (26 tháng 04 năm 1910 – 07 tháng 03 năm 1935) là nữ diễn viên phim câm của Trung Quốc. Cô là một trong những ngôi sao nổi tiếng nhất Trung Quốc của thập niên 1930 cho đến khi cái chết thương tâm của cô ở độ tuổi 24. Cô đã trở thành huyền thoại của điện ảnh Trung Quốc.

## Tiểu sử
Nguyễn Linh Ngọc tên thật là Nguyễn Ngọc Căn (hoặc Nguyễn Ngọc Anh), sinh ngày 26 tháng 04 năm 1910 tại Thượng Hải trong gia đình lao động nghèo. Cha cô làm công nhân qua đời khi cô còn nhỏ còn mẹ làm lao công nuôi cô trưởng thành. Tới năm 1926, cô chính thức bước vào cuộc sống tự lập, kiếm tiền phụng dưỡng mẹ già.

## Sự nghiệp
Nguyễn Linh Ngọc tham gia phim đầu tay năm 16 tuổi cho hãng phim Minh tinh. Vai diễn lớn đầu tiên của cô là bộ phim "Xuân mộng cố đô" (故都春梦, 1930). Xuân mộng cố đô cũng là bộ phim đầu tiên cô đầu quân cho hãng phim mới thành lập, Hãng phim Liên Hoa.
Những vai diễn đáng chú ý lần lượt xuất hiện sau năm 1931, mở đầu là bộ phim Tình và Nghĩa vụ (戀愛與義務, 1931) (đạo diễn Bốc Vạn Thương).

## Đời tư
Năm 16 tuổi, cô quyết định sống chung cùng người tình, Trương Đạt Dân. Anh trai của Đạt Dân, Trương Tuệ Trùng, có vai vế trong làng điện ảnh bấy giờ đã chủ động mời Linh Ngọc đóng phim. Cô đồng ý gia nhập công ty điện ảnh mà không một sự đắn đo, dấn thân vào nghiệp diễn xuất.
Năm 1932, sự biến Nhất nhị bát (quân Nhật tràn vào tấn công Thượng Hải ngày 28 tháng 1) xảy ra, khiến nhiều thương gia giàu có tại Thượng Hải thời đó lũ lượt bỏ trốn sang Hồng Kông. Cô cùng Trương Đạt Dân và con gái nuôi cũng di cư sang lánh nạn.
Tại đây, cô gặp Đường Lý San, một thương gia giàu có, phất lên nhờ kinh doanh chè. Công ty điện ảnh Liên Hoa, nơi Linh Ngọc đầu quân bèn mời anh đóng góp cổ phần và trở thành một cổ đông quan trọng. Mặc dù đang hẹn hò với nữ diễn viên Trương Chức Vân, nhưng vì có cảm tình với Linh Ngọc nên Lý San đã bỏ Chức Vân, quay sang hẹn hò với cô.
Cuối cùng, cô quyết định ly hôn Trương Đạt Dân, dọn về chung sống cùng Lý San. Trương Đạt Dân tức giận, liên tục tìm tới dày vò, quấy nhiễu, đòi tiền cô. Khi cô kiên quyết không đưa tiền, Đạt Dân bèn viết đơn tố cáo lên tòa án, buộc tội cô từng trộm đi không ít tài sản của gia tộc họ Trương, còn đem tặng cho Đường Lý San.
Tòa án quyết định mở phiên tòa phân xử. Nhưng thương gia họ Đường cũng viết đơn tố cáo Đạt Dân bôi nhọ danh dự mình. Để chứng minh thân phận trong sạch, Lý San buộc Linh Ngọc phải công khai trên báo rằng: "Tôi đang sống cùng Đường Lý San, nhưng chưa từng tặng cho anh ta món đồ nào nhà họ Trương. Chúng tôi vẫn độc lập về kinh tế".
Sau đó, cô tuyệt vọng khi phát hiện ra Lý San qua lại với Lương Tái Trân, là một vũ nữ có tiếng thời bấy giờ tại bến Thượng Hải. Những muộn phiền trong cuộc sống đời tư, lại thêm búa rìu dư luận, Linh Ngọc luôn ở trong trạng thái căng thẳng, lo âu. Cuối cùng, cô quyết định chấm dứt những chuỗi ngày sống trong đau khổ bằng cái chết ở tuổi 25.
Ngày 08 tháng 03 năm 1935, các tờ báo Trung Quốc rầm rộ đưa tin, nữ diễn viên nổi tiếng Nguyễn Linh Ngọc qua đời vì tự sát.

## Danh sách phim
- The Couple in Name (掛名的夫妻, 1927)
- The White Cloud Pagoda (白雲塔, 1928)
- Hợp đồng tự sát (自殺合同, 1929)
- Kiếp hậu cô hồng (劫後孤鴻, 1929)
- Tình dục bảo giám (情欲寶鑑, 1929)
- Xuân mộng cố đô (故都春梦, 1930)
- Những bông hoa dại (野草閒花, 1930)
- Nhất tiễn mai (一剪梅, 1931)

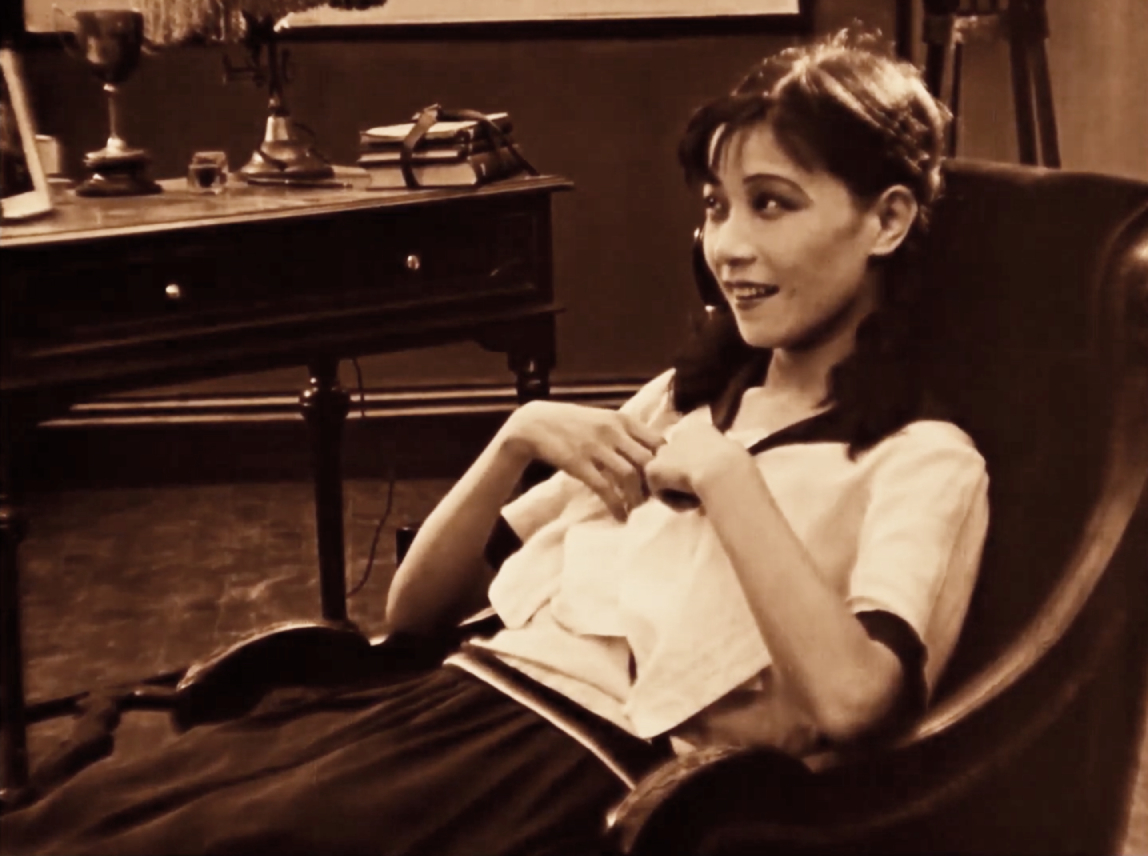
Nguyễn Linh Ngọc trong phim "Tình và nghĩa vụ"

- Peach Blossom Weeps Tears of Blood (桃花泣血記, 1931)
- Tình và Nghĩa vụ (戀愛與義務, 1931)
- Little Toys (小玩意, 1933)
- Three Modern Women (三个摩登女性, 1933)
- Tạm biệt, Thượng Hải (再會吧，上海, 1934)
- Sea of Fragrant Snow (香雪海, 1934)
- Thần nữ (神女, 1934)
- New Women (新女性, 1934)
- Quốc phong (國風, 1935)